# HMAS Sprightly
HMAS Sprightly (W103) – australijski holownik służący w Royal Australian Navy w okresie II wojny światowej. „Sprightly” należał do zbudowanych w Stanach Zjednoczonych holowników typu Favourite. Oryginalnie był wodowany jako USS „Bat 12”, został przekazany Australii w ramach umowy Lend-Lease.

## Historia
Holowniki typu Favourite były budowane w Stanach Zjednoczonych na zamówienie i według specyfikacji Admiralicji brytyjskiej.  Miały być w stanie, w dobrych warunkach pogodowych, holować statek o wyporności dziesięciu tysięcy ton przy szybkości 10 węzłów.
„Sprightly” został wodowany w stoczni Levingston Shipbuilding Co. w Orange 7 sierpnia 1942 i wszedł do służby 23 listopada 1942 jako USS „Bat 11”. Okręt został przekazany do Royal Australian Navy w ramach umowy Lend-Lease i wszedł do służby RAN przemianowany na HMAS „Sprightly” 23 lutego 1944.
Okręt służył jako holownik w Nowej Gwinei i wodach północnej Australii od maja 1944 do lipca 1946 kiedy powrócił do Sydney, 23 grudnia 1946 został wycofany do rezerwy.  23 listopada 1953 okręt ponownie wszedł do służby i pozostał na stanie RAN do 31 marca 1958, kiedy to ponownie został wycofany do rezerwy.
W grudniu 1962 „Sprightly” został wyczarterowany na okres dwóch lat firmie Pacific Tug and Salvage Corporation, po czym ponownie został wycofany do rezerwy i przeklasyfikowany jako Submarine Rescue Ship.
29 sierpnia 1961 został sprzedany firmie T. Korevaar and Sons Pty Ltd, Williamstown, dalsze jego losy nie są znane.